# Deutscher Verlag für Kunstwissenschaft
Der Deutsche Verlag für Kunstwissenschaft ist ein auf Kunst und Kunstwissenschaft spezialisierter Buchverlag mit Sitz in Berlin. Er wurde als Verlagsgemeinschaft des Deutschen Vereins für Kunstwissenschaft e.V. und des Gebr. Mann Verlages 1964 in Berlin gegründet mit dem Ziel, die Publikationstätigkeit des Vereins zu gewährleisten und auf einer neuen Basis fortzuführen. Der Verlag verlegt und vertreibt den Großteil der Publikationen des Deutschen Vereins für Kunstwissenschaft. Das Verlagsprogramm umfasst dabei alle Gebiete der bildenden Kunst in Deutschland: Baukunst, Skulptur, Malerei, Graphik und Kunsthandwerk.